# Ruta Estatal de Nevada 610
La Ruta Estatal de Nevada 610, y abreviada SR 610 (en inglés: Nevada State Route 610) es una carretera estatal estadounidense ubicada en el estado de Nevada. La carretera inicia en el Sur desde la SR 604     en Las Vegas hacia el Norte en la I 15     en North Las Vegas. La carretera tiene una longitud de 3,3 km (2.028 mi).

## Mantenimiento
Al igual que las autopistas interestatales, y las rutas federales y el resto de carreteras estatales, la Ruta Estatal de Nevada 610 es administrada y mantenida por el Departamento de Transporte de Nevada por sus siglas en inglés Nevada DOT.

## Cruces
La Ruta Estatal de Nevada 610 es atravesada principalmente por la  SR 573 .